# Salernitana Sport 1985-1986
Questa voce raccoglie le informazioni riguardanti la Salernitana Sport nelle competizioni ufficiali della stagione 1985-1986.

## Stagione
Il presidente uscente Arcangelo Japicca cede la proprietà della Società alla neo costituita FI.SA. (Finanziaria Salernitana), una cordata di imprendititi locali creata "ad hoc" per gestire la squadra, la quale elegge Augusto Strianese in qualità di presidente.
La società decide di confermare l'allenatore Gian Piero Ghio dopo i buoni risultati dello scorso anno, nonché di rifare il manto erboso del Vestuti, sicché per le gare interne di Coppa Italia la squadra è ospitata allo Stadio San Francesco d'Assisi di Nocera Inferiore.
Nella massima coppa nazionale, dovendo affrontare squadre di A e B i campani ottengono soltanto due punti, mentre nella Coppa Italia Serie C si fermano ai sedicesimi di finale, da dove cioè cominciano. Anche in campionato la squadra non gioca benissimo, e ciò è riconducibile da un lato all'infortunio del portiere Oriano Boschin, sostituito temporaneamente dal vice Gunther Mair, dall'altro dalla mancanza di un "bomber". Dopo la sconfitta all'ottava, l'allenatore viene esonerato e sostituito da Giorgio Sereni.
Nel mercato di riparazione giunge Antonio De Vitis il quale attraverso le sue reti, e anche grazie al rientro di Boschin tra i pali contribuisce a migliorare la posizione in classifica della squadra che alla fine giungerà settima, poi sesta dopo il declassamento della Cavese all'ultimo posto coinvolta nello scandalo Totonero-bis.

## Divise e sponsor
Lo sponsor tecnico per la stagione 1985-1986 è Adidas, mentre lo sponsor ufficiale è Antonio Amato. La prima maglia è granata con righe bianche sulle spalle, mentre i pantaloncini sono bianchi con righe granata sui lati e calzettoni bianchi con due righe granata.
| Casa |

## Rosa
| N. |                   | Ruolo | Calciatore        |
| -- | ----------------- | ----- | ----------------- |
|    | Italia (bandiera) | P     | Oriano Boschin    |
|    | Italia (bandiera) | P     | Vincenzo Di Muro  |
|    | Italia (bandiera) | P     | Gunther Mair      |
|    | Italia (bandiera) | D     | Claudio Bazeu     |
|    | Italia (bandiera) | D     | Marco Billia      |
|    | Italia (bandiera) | D     | Michele De Nadai  |
|    | Italia (bandiera) | D     | Vincenzo Leccese  |
|    | Italia (bandiera) | D     | Mario Manzo       |
|    | Italia (bandiera) | D     | Sebastiano Pincio |
|    | Italia (bandiera) | C     | Alessandro Ascoli |
|    | Italia (bandiera) | C     | Giuliano Belluzzi |
|    | Italia (bandiera) | D     | Piero Bianco      |

| N. |                   | Ruolo | Calciatore         |
| -- | ----------------- | ----- | ------------------ |
|    | Italia (bandiera) | C     | Franco Conforto    |
|    | Italia (bandiera) | C     | Pellegrino Gaito   |
|    | Italia (bandiera) | C     | Biagio Lombardi    |
|    | Italia (bandiera) | C     | Massimo Pedrazzini |
|    | Italia (bandiera) | C     | Francesco Vuolo    |
|    | Italia (bandiera) | A     | Antonio De Vitis   |
|    | Italia (bandiera) | A     | Marco Fabrizi      |
|    | Italia (bandiera) | A     | Mauro Meluso       |
|    | Italia (bandiera) | A     | Santo Perrotta     |
|    | Italia (bandiera) | A     | Davide Tappi       |
|    | Italia (bandiera) | A     | Emidio Vassallo    |

## Risultati

### Serie C1

#### Girone di andata
| 22 settembre 1985 1ª giornata | Cosenza | 1 – 0 | Salernitana |  |

| 29 settembre 1985 2ª giornata | Salernitana | 3 – 2 | Monopoli |  |

| 6 ottobre 1985 3ª giornata | Licata | 2 – 0 | Salernitana |  |

| 13 ottobre 1985 4ª giornata | Salernitana | 0 – 0 | Siena |  |

| 20 ottobre 1985 5ª giornata | Salernitana | 0 – 0 | Livorno |  |

| 27 ottobre 1985 6ª giornata | Brindisi | 2 – 1 | Salernitana |  |

| 3 novembre 1985 7ª giornata | Salernitana | 2 – 0 | Casarano |  |

| 10 novembre 1985 8ª giornata | Benevento | 1 – 0 | Salernitana |  |

| 17 novembre 1985 9ª giornata                         | Salernitana | 3 – 0 | Sorrento |  |
| \| \| \| \| \| De Vitis, De Vitis \| Marcatori \| \| |             |       |          |  |
|                                                      |             |       |          |  |
| De Vitis, De Vitis                                   | Marcatori   |       |          |  |

| 24 novembre 1985 10ª giornata | Messina | 2 – 0 | Salernitana |  |

| 1º dicembre 1985 11ª giornata | Foggia | 0 – 0 | Salernitana |  |

| 8 dicembre 1985 12ª giornata | Salernitana | 1 – 1 | Casertana |  |

| 15 dicembre 1985 13ª giornata | Cavese | 2 – 2 | Salernitana |  |

| 22 dicembre 1985 14ª giornata | Salernitana | 2 – 0 | Campania |  |

| Arbitro: | Schiavon di Padova |

|  |           |          |
|  | Marcatori | De Vitis |

| 12 gennaio 1986 16ª giornata | Salernitana | 2 – 2 | Barletta |  |

| 19 gennaio 1986 17ª giornata | Ternana | 0 – 2 | Salernitana |  |

#### Girone di ritorno
| 26 gennaio 1986 18ª giornata | Salernitana | 2 – 0 | Cosenza |  |

| 2 febbraio 1986 19ª giornata | Monopoli | 1 – 1 | Salernitana |  |

| 9 febbraio 1986 20ª giornata | Salernitana | 2 – 0 | Licata |  |

| 16 febbraio 1986 21ª giornata                  | Siena     | 0 – 1        | Salernitana |  |
| \| \| \| \| \| \| Marcatori \| Mauro Meluso \| |           |              |             |  |
|                                                |           |              |             |  |
|                                                | Marcatori | Mauro Meluso |             |  |

| 23 febbraio 1986 22ª giornata | Livorno | 1 – 1 | Salernitana |  |

| 2 marzo 1986 23ª giornata | Salernitana | 1 – 0 | Brindisi |  |

| 9 marzo 1986 24ª giornata | Casarano | 1 – 0 | Salernitana |  |

| 23 marzo 1986 25ª giornata | Salernitana | 1 – 0 | Benevento |  |

| 29 marzo 1986 26ª giornata | Sorrento | 0 – 0 | Salernitana |  |

| 6 aprile 1986 27ª giornata | Salernitana | 1 – 1 | Messina |  |

| 13 aprile 1986 28ª giornata | Salernitana | 2 – 2 | Foggia |  |

| 20 aprile 1986 29ª giornata | Casertana | 3 – 1 | Salernitana |  |

| 4 maggio 1986 30ª giornata | Salernitana | 0 – 0 | Cavese |  |

| 11 maggio 1986 31ª giornata | Campania | 1 – 0 | Salernitana |  |

| 18 maggio 1986 32ª giornata | Salernitana | 1 – 1 | Taranto |  |

| 25 maggio 1986 33ª giornata | Barletta | 4 – 1 | Salernitana |  |

| 1º giugno 1986 34ª giornata | Salernitana | 3 – 1 | Ternana |  |